# Камо Ареян
Камо Ареян (вірм. Կամո Արեյան, 20 листопада 1957, с. Неркін Сасунашен, Талінський район, Вірменська РСР) — вірменський державний діяч.

## Біографія
- 1974–1979 — Єреванський інститут народного господарства. Економіст. Нагороджений медаллю «Ананії Ширакаци» (2007).
- 1979–1980 — працював економістом в інституті економіки НАН Вірменської РСР.
- 1980–1982 — служив в радянській армії.
- 1982–1995 — науковець в інституті економіки НАН Вірменської РСР.
- 1995–1997 — був депутатом парламенту. Член постійної комісії з оборони, національної безпеки і внутрішніх справ. Безпартійний.
- 1997–2001 — був віце-мером Єревана. З лютого по травень 1998 — виконував обов'язки мера Єревана.[1]
- 2001–2002 — заступник міністра територіального управління Вірменії.
- 2002–2003 — заступник міністра територіального управління та координації виробничих інфраструктур Вірменії.
- З 14 липня 2003 по 19 жовтня 2018;— перший віце-мер Єревана[2].[3]
- З 9 липня 2018 року по 10 жовтня 2018 тимчасово виконував обов'язки мера Єревана[4].
- З 2 листопада головний радник мера Єревана[5].

## Звинувачення в порушеннях на посаді віце-мера
У листопаді 2018 року партія «Еркір Цірані» заявила, що в 2017 році Тарон Маркарян і в той час його заступник Камо Ареян винесли незаконне рішення згідно з яким компаніям «Спайка» і «Армсанпродакт» були подаровані землі вартістю в $ 50 млн.